# 大逃殺 (八三夭音樂專輯)
《大逃殺》是台灣搖滾團體八三夭的第四張大碟，是他們離開相信音樂加入滾石唱片推出的首張專輯。專輯於2014年11月14日開始預購，11月28日發行，先行主打歌為《鋼鐵人》，首波主打歌為《大逃殺》。這一張也是全部歌曲都有拍攝mv的專輯。

## 唱片版本
- 旗艦預購組贈品：大逃殺專輯CD+831臂章+831限定款T-shirt（單一尺寸M）+搖滾惡魔角螢光棒+搖滾共濟會胸章組
  - 旗艦預購限定贈禮：全體團員簽名 (於螢光棒上)
- 預購套組贈品：大逃殺專輯CD+831臂章+831限定款T-shirt（單一尺寸M）[2]
- 正式版：大逃殺專輯CD[3]

## 曲目
| 曲序     | 曲目             | 备注                                 | 时长  |
| -------- | ---------------- | ------------------------------------ | ----- |
| 1.       | 大逃殺           | 首波主打                             | 3:32  |
| 2.       | 無誠勿愛         | 第四主打，偶像劇«徵婚啟事»片頭曲     | 3:36  |
| 3.       | 水星逆行         | 第五主打                             | 4:06  |
| 4.       | 怪物             | 第九主打                             | 4:27  |
| 5.       | 我怎麼哭了       | 第二主打， 偶像劇«俏摩女搶頭婚»插曲  | 4:54  |
| 6.       | 熊麻吉           | 第三主打，偶像劇«俏摩女搶頭婚»片頭曲 | 3:58  |
| 7.       | 搖勒搖勒         | 第六主打                             | 3:23  |
| 8.       | 鋼鐵人           | 2013年歌曲 (先行主打)                | 4:20  |
| 9.       | 超級偶像         | 第七主打 填詞：阿信                  | 4:41  |
| 10.      | The Great Escape |                                      | 0:15  |
| 11.      | 老教室           | 第八主打                             | 4:29  |
| 总时长： | 总时长：         | 总时长：                             | 41:41 |

## 備註
1. 1 2  八三夭樂團 "大逃殺"專輯 台版，2014年11月23日 (日) 06:11 (UTC+8)查閱（繁體中文）
2. ↑  YESASIA : 大逃殺 (預購版) 鐳射唱片 - 八三夭, 滾石音樂 （页面存档备份，存于），2014年11月23日 (日) 06:19 (UTC+8)查閱（繁體中文）
3. ↑  YESASIA : 大逃殺 (正式版)鐳射唱片 - 八三夭, 滾石音樂 （页面存档备份，存于），2014年11月23日 (日) 06:19  (UTC+8)查閱（繁體中文）